# Xysticus durus
Xysticus durus là một loài nhện trong họ Thomisidae.
Loài này thuộc chi Xysticus. Xysticus durus được William Sørensen miêu tả năm 1898.